# Мацкевич, Иван Иванович
Ива́н Ива́нович Мацке́вич (бел.  Іван Іванавіч Мацкевіч; 9 апреля 1947, Грабово, Волковысский район, Гродненская область — 10 декабря 2017, Минск) — советский и белорусский актёр театра и кино. Заслуженный артист Республики Беларусь (2011).

## Биография
Иван Мацкевич родилсяв деревне Грабово Волковысского района Гродненской области Белорусской ССР.
В 1968 году окончил актёрский факультет Белорусского государственного театрально-художественного института в Минске по специальности «актёр драматического театра и кино» (курс А. И. Бутакова).
C 1968 по 1981 год — актёр Брестского академического театра драмы имени Ленинского комсомола Белоруссии.
С 1981 по 1996 год — актёр Театра-студии киноактёра в Минске.
Со 2 сентября 1996 года по 10 декабря 2017 года — мастер сцены Национального академического драматического театра имени М. Горького в Минске.
Сыграл более чем в семидесяти кинофильмах, среди которых такие ленты, как «Возьму твою боль» (1981) Михаила Пташука, «Люди на болоте» (1981) Виктора Турова, «Сказка о Звёздном мальчике» (1983) Леонида Нечаева, «Сын за отца» (1995) Николая Ерёменко-младшего, «Хрусталёв, машину!» (1998) Алексея Германа, «1612: Хроники смутного времени» (2007) Владимира Хотиненко и многие другие.
Скоропостижно скончался 10 декабря 2017 года в городе Минске в возрасте семидесяти лет от острой сердечной недостаточности. Прощание с актёром состоялось 12 декабря на Большой сцене Национального академического драматического театра имени М. Горького. Похоронен на Восточном кладбище Минска.
Над могилой установлена стела, стилизованная под фрагмент киноленты, с гравированным портретом и мемориальной надписью.

## Личная жизнь
Жена Людмила Мацкевич, поженились на третьем курсе университета, была актрисой и преподавателем сценической речи. Дочь Елена окончила театральный институт, заведующая театральной труппой. Внуки Тимофей и Ефросинья.

## Творчество

### Театральные работы
- «Лев зимой» — Генрих II, король Англии
- «Пане Коханку» — Пане Коханку
- «Бег» — Григорий Лукьянович Чарнота

### Фильмография
- 1973 — Хлеб пахнет порохом — Горбач
- 1977 — Ненависть — Степан Булыга, средний сын старого крестьянина Игнатия Булыги, брат Фёдора и Мити
- 1978 — Рядом с комиссаром — Мирон
- 1978 — Артём — Фёдор Андреевич Сергеев («товарищ Артём»), русский революционер (озвучил Игорь Ефимов)
- 1980 — Третьего не дано — Прокоп Величко
- 1981 — Возьму твою боль — Григорий Шишкович, полицай
- 1981 — Проданный смех — второй деловой партнёр барона Трёча
- 1981 — Паруса моего детства — Мурашко
- 1981 — Фруза — механик
- 1981 — Затишье — Артём Иванов
- 1981 — Его отпуск — Степан, директор завода «Красный луч»
- 1982 — Личные счёты — Гайдуков, представитель ленинградского НИИ «Центравтоматика»
- 1982 — Полесская хроника — Шабета
- 1982 — Раскиданное гнездо — управляющий
- 1982 — Государственная граница. Фильм 3. «Восточный рубеж» — комендант пограничной заставы
- 1983 — Чёрный замок Ольшанский — Гончарёнок
- 1983 — Сказка о Звёздном мальчике — егерь, нашедший Звёздного мальчика
- 1983 — Отцы и дети — эпизод
- 1983 — Водитель автобуса — офицер-пограничник
- 1985 — Воскресные прогулки (киноальманах)
- 1985 — Матрос Железняк — белоказак
- 1985 — Тайная прогулка — советский партизан-проводник
- 1985 — Я любил вас больше жизни — танкист
- 1985 — Куда идёшь, солдат? — демобилизованный в тёплушке
- 1985 — Снайперы — эпизод
- 1986 — Секретный фарватер — Донченко, командир советской подводной лодки
- 1986 — Жалоба — муж
- 1986 — Знак беды — эпизод
- 1986 — Вызов — Иван, товарищ Алексея
- 1987 — Отступник — эпизод
- 1987 — Нетерпение души — эпизод
- 1987 — На своей земле — Семён Захарович, милиционер
- 1987 — Воскресные прогулки (новелла «Папа») — тренер по боксу
- 1988 — Благородный разбойник Владимир Дубровский — гость Троекурова
- 1988 — Воля Вселенной — бортинженер
- 1989 — Несрочная весна — пьяный купец
- 1990 — Мать урагана — Иван Карпач, бурмистр
- 1990 — Плач перепёлки — Пацюпа
- 1990 — Человек из чёрной «Волги» — гость на новогодней вечеринке
- 1990 — Стервятники на дорогах — бандит
- 1990 — Мать Урагана — Иван Карпач, бурмистр
- 1990 — Война на западном направлении — Дмитрий Григорьевич Павлов, советский военачальник, генерал армии, командующий Западным особым военным округом
- 1991 — Ятринская ведьма — тюремщик
- 1991 — Мёд осы — Микитэнко
- 1991 — Кешка и спецназ (короткометражный) — папа Вики Виктор, сосед Кешки
- 1991 — Бес — эпизод
- 1991 — Мёд осы — Микитенко
- 1991 — Шаг вправо… шаг влево…
- 1992 — Свободная зона — моряк
- 1992 — Вальс золотых тельцов — главарь террористов
- 1992 — Уик-энд с убийцей — бандит Хан
- 1993 — Супермен поневоле, или Эротический мутант — бандит
- 1994 — Эпилог — художник
- 1995 — Сын за отца — полковник милиции
- 1996 — Яма (короткометражный)
- 1996 — Из ада в ад — военный комендант района
- 1996 — Птицы без гнёзд — эпизод
- 1997 — Бег от смерти
- 1998 — Цветы от победителей — Дед
- 1998 — Хрусталёв, машину! — «двойник» генерала Клёнского
- 1998 — Ожог — конвойный
- 1998 — Охота жить (короткометражный)
- 1998 — Контракт со смертью — эпизод
- 1998 — Зал ожидания — артист
- 1999 — Рейнджер из атомной зоны — бандит на рыбном рынке
- 1999—2000 — Каменская (фильм № 7 «Чужая маска», фильм № 8 «Не мешайте палачу») — Коновалов, генерал милиции
- 2001 — Ускоренная помощь 2 (серия № 12 «Эпидемия») — генерал Макаров
- 2001 — Побег из Гулага — контролер
- 2002 — Время гона (короткометражный)
- 2002 — Между жизнью и смертью — Карась
- 2003 — Четвёртое желание — эпизод
- 2003 — В июне 41-го — Стешин
- 2003 — Анастасия Слуцкая — Тимур
- 2004 — На безымянной высоте — «Батя»
- 2004 — Фабрика грез — эпизод
- 2004 — Карусель — главврач
- 2004 — Курсанты — Добров, генерал
- 2005 — Глубокое течение — Иванов, генерал
- 2005 — Мужчины не плачут 2 — Кирилл Ильич Прилепских, бизнесмен
- 2005 — Воскресенье в женской бане (серия № 5 «Цветы жизни») — Михаил Петрович
- 2005 — Частный детектив (серия № 16 «Царские забавы») — прокурор города
- 2005 — Человек войны — комиссар партизанского отряда
- 2005 — Последний бой майора Пугачёва — отец майора Пугачёва
- 2005 — Призвание — Разгуляев
- 2006 — Вызов 2 (фильм № 4 «Предсказание») — Артемий Савельевич Каланчёвский
- 2007 — Супермаркет — Аркадий Аркадьевич, следователь
- 2007 — Перед заходом солнца (фильм-спектакль) — Эрик Кламорт, муж Оттилии
- 2007 — Майор Ветров — Пулихов
- 2007 — Враги — Эрих, офицер вермахта
- 2007 — Девять дней до весны — Владислав Яковенко
- 2006 — Ваша честь — Пежемский, адвокат
- 2007 — 1612: Хроники Смутного времени — боярин
- 2008 — Око за око
- 2008 — Знахарь — «Железный», новый «смотрящий» в Ижменской колонии
- 2008 — Господа офицеры: Спасти императора — Павловский
- 2008 — Птица счастья — Иван Савельевич Шубин, губернатор
- 2008 — Застава Жилина — Иван Сергеевич, военком
- 2009 — Золотая страна — Степан Ильич, (Батя), криминальный авторитет
- 2009 — Суд — Илья Викторович Пежемский, адвокат
- 2009 — Вольф Мессинг: видевший сквозь время — сотрудник НКВД
- 2009 — Дольше века — Клим Державин, разведчик, офицер НКВД
- 2009 — Сёмин — Фёдор Алексеевич Сергеев, генерал МУРа
- 2009 — Снайпер: Оружие возмездия — генерал
- 2010 — Трамвай в Париж — Борислав, «Барсик», ухажёр Иры
- 2010 — Гоп-стоп — полковник
- 2010 — Смертельная схватка — эпизод
- 2010 — Любовь под прикрытием — генерал
- 2010 — Капитан Гордеев — Борис Иванович Каверин, генерал, начальник УВД
- 2010 — Масакра — Бухарин, охотник
- 2010 — Покушение — Тимофеев, полковник, офицер по особым поручениям генерала Данилова
- 2011 — Немец — офицер НКВД
- 2011 — Наркомовский обоз — Сталин / Баро, цыганский барон
- 2011 — Жила была одна баба — эпизод
- 2010 — Ирония удачи — Сергей Константинович, олигарх, отец Наташи
- 2011 — Поцелуй Сократа (фильм № 2 «Ожерелье Нефертити») — Анатолий Шведов, начальник службы безопасности
- 2012 — Диван для одинокого мужчины — Илья, спасатель
- 2012 — Полосатое счастье — Юрий Алексеевич Орлов, полковник авиации в отставке
- 2012 — Обратная сторона Луны — полковник ВВС
- 2012 — Смерть шпионам — Иван Иванович Гонтарь, полковник
- 2013 — Марш-бросок 2: Особые обстоятельства — Григорьев, полковник, руководитель штаба по ЧП
- 2013 — Доктор Смерть — Важа, человек Хвата
- 2013 — Излечить страх — следователь
- 2014 — Не покидай меня! — полковник
- 2014 — Доброе имя — Иван Степанович Крестов, подполковник полиции
- 2014 — Волчье солнце — «Сивый», контрабандист
- 2014 — Трюкач — Юрий Прокофьевич Петраков, секретарь горкома
- 2015 — Дочь за отца — Юрий Борисович Золотаревский, отец Виктора
- 2015 — Неподкупный — Ефим Степанович, отец Ольги
- 2015 — Прерванные воспоминания — Полковник
- 2015 — Плакучья ива — Михаил Яшин
- 2016 — Гроздья винограда — Дроздов
- 2017 — Дом фарфора — Дерябин, генерал МВД
- 2017 — Каспий 24 — Николай, отец Полины

### Озвучивание мультфильмов
- 1982 — Куда пропала луна?
- 1987 — Ладья отчаянья

### Озвучивание фильмов
- 2012 — Три слова о прощении — Пётр, плотник